# VYP (Voice of the Young People)
VYP (Voice of the Young People) je prvi studijski album američke raperice Lil Mama. Objavljen je 28. travnja 2008. godine u izdanju Jive.
Prvi singl s albuma je "Lip Gloss". Drugi single je bio "G-Slide (Tour Bus)", a kao treći singl objavljena je pjesma, "Shawty Get Loose" koju izvodi s Chris Brown i T-Painom.
Za četvrti singl odabrana je pjesma, "What It Is (Strike a Pose)" koja je objavljena u 2008. godini i zamijenila pjesmu "L.I.F.E.," snimljeni su spotovi za obje pjesme.

## Popis pjesama
1. "Intro" - 1:08
2. "Lip Gloss" - 4:04
3. "One Hit Wonder" (s DJ Khaled) - 3:27
4. "Get Loose Request (Skit)" - 0:11
5. "Shawty Get Loose" (s Chris Brown i T-Pain) - 3:29
6. "What It Is (Strike a Pose)" (s T-Pain) - 3:58
7. "G-Slide (Tour Bus)" (s Kadar) - 3:31
8. "Gotta Go Deeper (Skit)" - 0:14
9. "Stand Up" - 3:36
10. "L.I.F.E." - 3:57
11. "College" (s Yirayah) - 4:00
12. "Emotional Rollercoasters (Skit)" - 0:28
13. "Broken Pieces" - 3:47
14. "Swim" - 4:22
15. "Truly In Love" (s Peter Toh) - 4:07
16. "Look At My Life (Skit)" - 1:01
17. "Make It Hot (Put It Down)" - 3:13
18. "Pick It Up" - 3:45

### Bonus pjesme
1. "On Fire" (Deluxe vrzija) - 3:15
2. "Girlfriend (Dr. Luke Remix)" (Dr. Luke Remix) (Avril Lavigne i Lil Mama) (Deluxe verzija) - 3:25
3. "Never Let Go" (bonus pjesma za japansko tržište)

### Deluxe verzija bonus DVD[2]
1. "Lip Gloss" spot
2. "Shawty Get Loose" spot

## Ljestvice
| Ljestvice                  | Izdavač | Pozicija | Prodaja u SADu |
| -------------------------- | ------- | -------- | -------------- |
| SAD Billboard 200          | RIAA    | 25       | 99,456         |
| SAD Top R&B/Hip-Hop Albums | RIAA    | 1        | 99,456         |
| SAD Top Rap Albums         | RIAA    | 1        | 99,456         |